# Maxim (Patriarch)

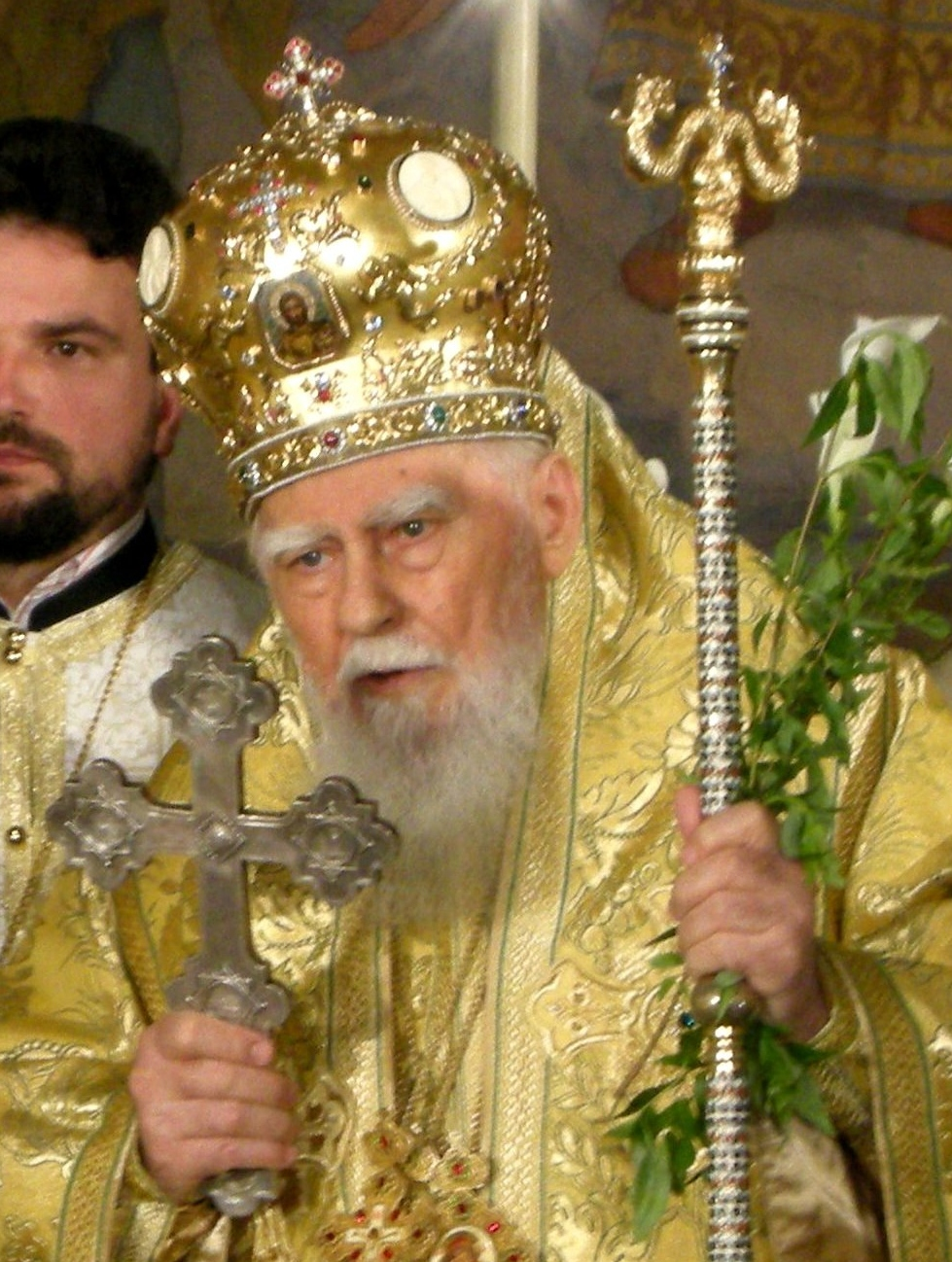
Patriarch Maxim bei einer Prozession (Oktober 2008)

Maxim (bulgarisch Максим) geboren als Marin Najdenow Minkow (auch Marin Naydenov Minkov geschrieben, bulg. Марин Найденов Минков; * 29. Oktober 1914 in Oreschak bei Trojan; † 6. November 2012 in Sofia) war ein bulgarischer orthodoxer Theologe, Mönchspriester, Bischof, ehemaliger Metropolit der Diözese von Lowetsch, Metropolit der Diözese von Sofia und Patriarch der Bulgarisch-Orthodoxen Kirche (kurz BOK).

## Leben und Wirken
Seine geistliche Karriere begann, als die Eltern 1927 den Zwölfjährigen ins Kloster Trojan gaben, in dem er drei Jahre lang lebte. Von 1929 bis 1935 absolvierte er die Geistliche Akademie Sofia mit Auszeichnung. Daran schloss sich eine Tätigkeit an als Wirtschafter und zugleich Chormitglied an der Kirche „Mariä Himmelfahrt“ in Russe. Von 1938 an studierte er Orthodoxe Theologie an der Universität von Sofia. Im Jahre 1941 legte er sein Ordensgelübde ab und erhielt den geistlichen Namen „Maxim“. 1944 wurde er zum Mönchspriester geweiht und 1947 zum Archimandriten ernannt. Weitere drei Jahre übte Maxim das Amt des Protosingels an der Metropolie von Tscherwen und Dorostol aus. Von 1950 bis 1955 vertrat er die BOK beim Moskauer Patriarchat. Von 1955 bis 1960 betreute er als Sekretär des Heiligen Synods gleichzeitig die Chefredaktion des synodalen Verlags.
Im Dezember 1956 wurde er in der Newski-Kathedrale zum Bischof geweiht mit der Titulatur „Branitzki“. Vier Jahre später wurde er zum Metropoliten von Lowetsch gewählt. In diesen Jahren begann sein intensiver Arbeitskontakt mit der Christlichen Friedenskonferenz (CFK), an deren sämtlichen sechs Allchristlichen Friedensversammlungen in Prag er von 1960 bis 1985 beteiligt war.
Nachdem der bisherige Patriarch Kiril 1971 gestorben war, wurde er im Juli 1971 zum Patriarchen und Metropoliten von Sofia gewählt.
Maxim überstand den Wechsel des politischen Systems in seinem Land 1989 trotz verschiedener Versuche, ihm die Gefolgschaft zu verweigern. Eine Minderheit im Heiligen Synod kündigte ihm 1992 den Gehorsam auf und bildete unter dem „Gegenpatriarchen Pimen“ einen „alternativen Synod“, kehrte jedoch 2001 zur Kirche zurück. Beim Besuch von Papst Johannes Paul II. im Jahre 2002 war Maxim auf spürbare Distanz seiner Kirche zum Vatikan bedacht und demonstrierte auffällige Zurückhaltung gegenüber katholischen vereinnahmenden Bemühungen.
Bei einem panorthodoxen Konzil aller orthodoxen Kirchenoberhäupter wurde er im September 2006 als führender Patriarch von Bulgarien anerkannt.
Am 6. November um 3.30 Uhr morgens verstarb Maxim im Sofioter Krankenhaus „Lozenez“ mit 98 Jahren an Herzversagen.